# Fridrich Markovič Ėrmler
Fridrich Markovič Ermler (in russo Фридрих Маркович Эрмлер?; Rēzekne, 13 maggio 1898 – Leningrado, 12 luglio 1967) è stato un regista sovietico.
Si avvicinò al cinema nel 1923 dopo aver svolto per alcuni anni attività politica. Nel 1924 fondò il KEM, un centro di attività sperimentale che anticipava i principi del "realismo socialista".

## Filmografia parziale
- Scarlattina, (Скарлатина, Scarlatina), 1924
- I figli della tempesta, (Дети бури, Deti buri), 1926, con Ėduard Jul'evič Joganson
- Kat'ka, mela renetta di carta, (altro titolo, Kat'ka, la venditrice di mele, Катька — бумажный ранет, Kat'ka - bumažnyj ranet), 1926, con Ėduard Joganson
- Il calzolaio di Parigi, (Парижский сапожник, Parižskij sapožnik), 1927
- Un frammento d'impero, (Обломок империи, Oblomok imperii), 1929
- Vstrečnyj, (Встречный), 1932, con Sergej Iosifovič Jutkevič
- Krestyane (1935)
- Il grande cittadino, 1937-1939, opera in due parti che narra di un caso di opposizione al partito ispirandosi ad un personaggio reale, il dirigente stalinista Sergej Kirov ucciso a Leningrado nel 1934.
- Il compagno P., 1943, storia di una contadina che combatte tra le file dei partigiani.
- La grande svolta, 1946, che descrive le vicende della battaglia di Stalingrado.
- Velikaja sila, 1950
- Zvanyj užin, 1953
- Neokončennaja povest', 1955
- Den' pervyj 1958